# Forcipomyia weihaiensis
Forcipomyia weihaiensis är en tvåvingeart som beskrevs av Xue och Yu 1998. Forcipomyia weihaiensis ingår i släktet Forcipomyia och familjen svidknott. Inga underarter finns listade i Catalogue of Life.